# Goupia
Goupia ist die einzige Pflanzengattung der Familie der Goupiaceae innerhalb der Ordnung der Malpighienartigen (Malpighiales).

## Beschreibung

### Vegetative Merkmale
Die Goupia-Arten sind immergrüne oder halb-immergrüne Bäume oder Sträucher. Goupia glabra bildet Brettwurzeln. Die wechselständig und zweireihig angeordneten Laubblätter sind gestielt. Die einfache Blattspreite ist ledrig, glänzend und fiedernervig. Der Blattrand ist glatt oder bei Sämlingen, selten bei älteren Pflanzen, gezähnt. Die ledrigen Nebenblätter sind schmal und sehr lang.

### Generative Merkmale
Die achselständigen, auf einem Blütenstandsschaft stehenden, doldigen Gesamtblütenstände bestehen aus sehr kurzen traubigen Teilblütenständen mit Hochblättern. Die zwittrigen, radiärsymmetrischen Blüten sind fünfzählig mit doppelten Perianth. Es ist ein ringförmiger Diskus vorhanden. Die fünf gleichen Kelchblätter sind an ihrer Basis verwachsen. Die fünf freien, sehr langen Kronblätter sind gelb und an der Basis rot; das obere Drittel ist in der Knospe nach unten gebogen und bleibt auch bei geöffneter Blüte „s“-förmig oder geknickt. Es ist nur ein Kreis mit fünf gleichen, fertilen freien Staubblättern vorhanden; es fehlt der innere Kreis. Die Staubfäden sind sehr kurz. Fünf Fruchtblätter sind zu einem synkarpen, oberständigen Fruchtknoten verwachsen; er ist teilweise vom Diskus umhüllt. Je Fruchtknotenfach sind 7 bis 50 bitegmische Samenanlagen vorhanden. Es sind fünf freie Griffel vorhanden; sie sind kürzer als der Fruchtknoten.
Die kleine, harte Schließfrucht ist eine beerenähnliche, zwei- bis dreikammerige Steinfrucht, die viele Samen enthält.

## Verbreitung
Die neotropische Gattung Goupia kommt nur im nördlichen Südamerika: in Guayana und im nördlichen Brasilien vor.

## Systematik
Die Gattung Goupia wurde 1775 durch Jean Baptiste Christophore Fusée Aublet in Histoire des Plantes de la Guiane Françoise, 1, S. 295, Tafel 116 aufgestellt. Typusart ist Goupia glabra Aubl. Die Familie Goupiaceae wurde 1862 durch John Miers in Annals and Magazine of Natural History, Serie 3, 9, S. 292.
Die Gattung Goupia wurde früher in die Familie der Celastraceae in der Ordnung der Celastrales gestellt. Sie gehört nach molekulargenetischen Untersuchungen zur Ordnung der Malpighiales.
In der Gattung der Goupia und damit in der Familie sind nur zwei bis drei Arten enthalten:
- Goupia cinerascens Poepp. ex Baill.: Sie wird auch als Dichapetalum rugosum (Vahl) Prance in die Gattung Dichapetalum gestellt.[2] Sie kommt von Costa Rica bis ins tropische Südamerika vor.[2]
- Goupia glabra Aubl. (Syn.: Goupia paraensis Huber, Goupia tomentosa Aubl.): Panama bis tropisches Südamerika.[2]
- Goupia guatemalensis Lundell: Guatemala und Honduras.[2]

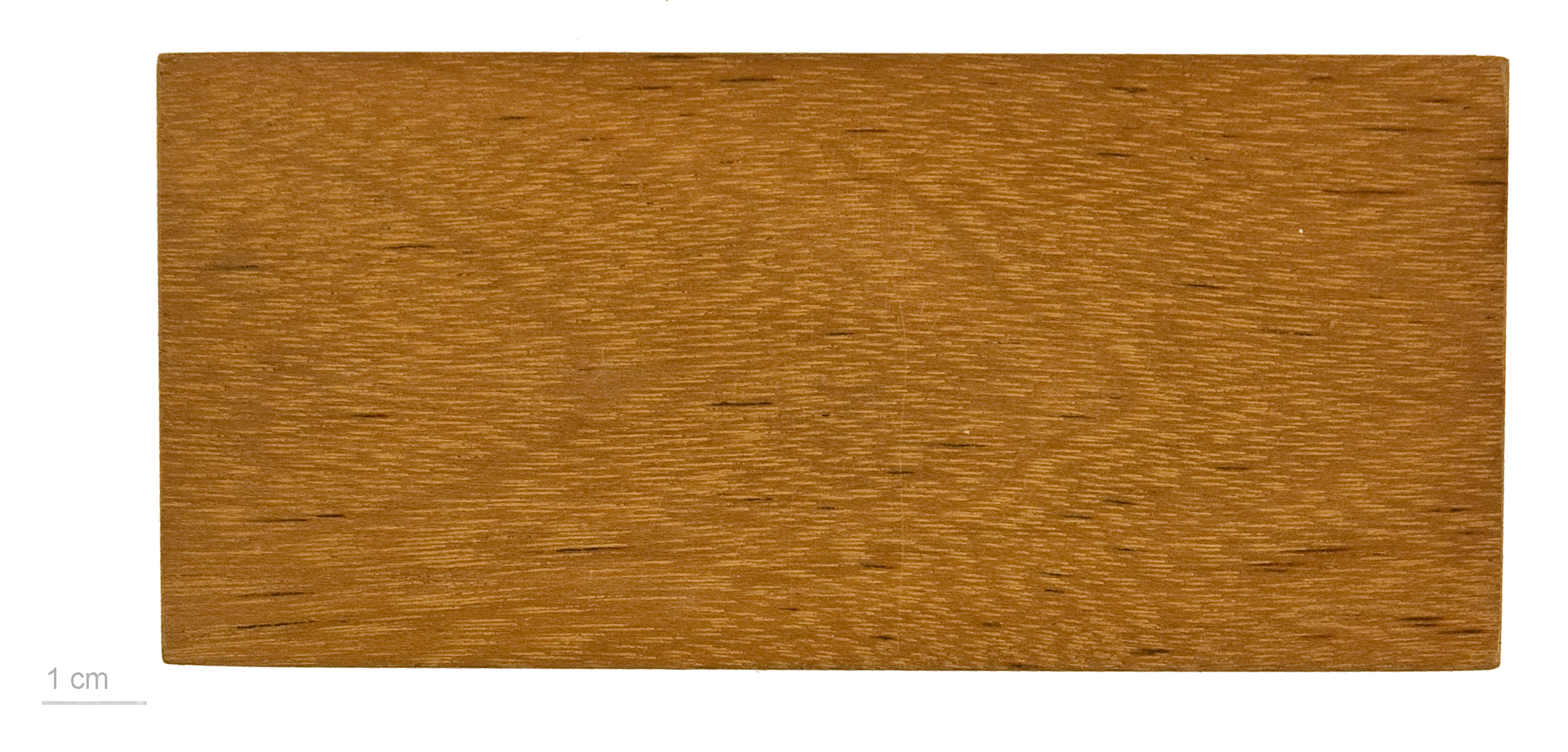
Holz von Goupia glabra

## Nutzung
Das helle, rötlich-braune Hartholz (Handelsbezeichnungen: Kopie, Kabukalli) von Goupia glabra wird zum Beispiel beim Hausbau und zur Herstellung von Möbeln genutzt, aber sein unangenehmer Geruch limitiert die Nutzung. Es fällt nicht unter einen Schutz nach CITES.